# Syndemis musculana
Syndemis musculana ist ein Schmetterling aus der Familie der Wickler (Tortricidae).

## Merkmale
Die Flügelspannweite der Falter beträgt 15 bis 22 Millimeter. Die Vorder- und Hinterflügel sind meist grau gefärbt, die Färbung der Vorderflügel reicht von einem weißlichen Grau bis Graubraun. Die Intensität der schwarzen Zeichnung ist variabel.

### Ähnliche Arten
- Choristoneura diversana (Hübner, 1817)

## Lebensweise
Die Raupen von Syndemis musculana erreichen eine Länge von 16 bis 18 Millimetern und leben polyphag. Raupenfutterpflanzen sind u. a. Rubus spec., Birken (Betula spec.), Eichen (Quercus spec.) sowie eine Vielzahl anderer Bäume, Sträucher und Gräser wie Fichten (Picea spec.), Lärchen (Larix spec.), Weiden (Salix spec.), Teufelsabbiss (Succisa spec.), Zaunwinden (Calystegia spec.), Wiesenknopf (Poterium spec.) und Greiskräuter (Senecio spec.). Die Larven fressen in einem Blattgespinst oder einem zusammengesponnenen Blatt.

### Flug- und Raupenzeiten
Syndemis musculana bildet eine Generation im Jahr, die von April bis Juni fliegt. Die Raupen können von Juli bis September angetroffen werden. Die voll entwickelten Raupen überwintern und verpuppen sich im darauffolgenden Jahr von April bis Mai.